# 瓦尔邦迪奥内
瓦尔邦迪奥内（義大利語：Valbondione），是意大利贝加莫省的一个市镇。总面积298平方公里，人口1100人，人口密度3.7人/平方公里（2009年）。国家统计（ISTAT）代码为016223。